# 唐納軌道GT42CU ACe型柴電機車

## GT42CU AC
GT42CU AC是在1999年至2005年间由唐納軌道瑪麗伯勒廠在易安迪授權下製造的柴電機車，用於昆士蘭州的窄軌鐵路。GT42CUAC型機車總重120噸，使用EMD 710G3B-ES2 V12柴油引擎，出力2,460 kW (3,300 hp)，極速100 km/h (62 mph)。牽引馬達採用Siemens 1TB 2622，牽引力為460 kN。 

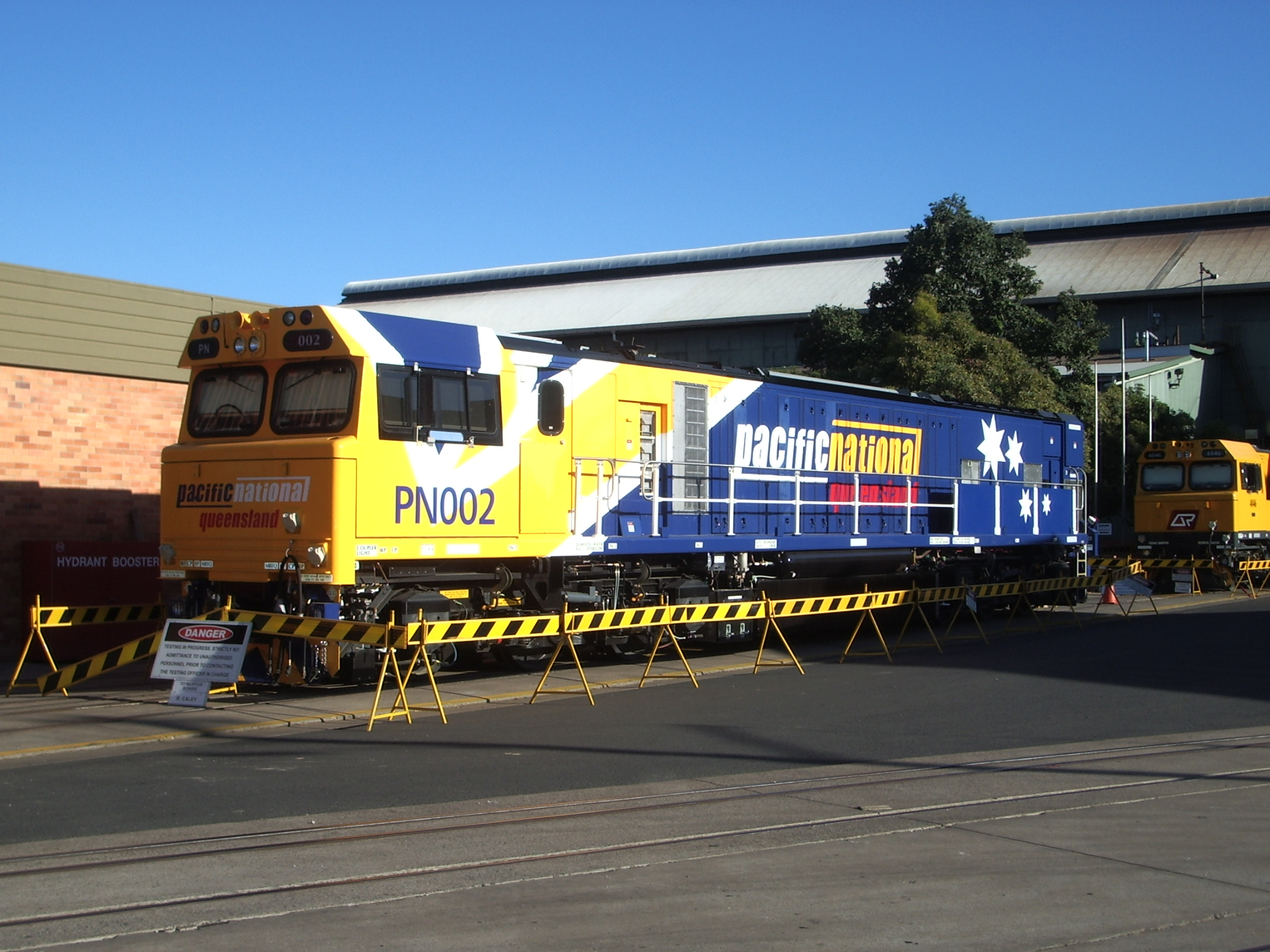
2004年11月，在瑪麗柏勒工廠建造中的Pacific National PN002號車與昆士蘭鐵路4046號車。

| 使用者           | 型號 | 輛數 | 車號        | 年分      |
| Aurizon          | 4000 | 49   | 4001-4049   | 1999-2005 |
| Pacific National | PN   | 13   | PN001-PN013 | 2005      |

### 歷史
1998年3月， 昆士兰铁路向當時屬於埃文斯·迪金工业（Evans Deakin Industries）的克莱德工程（Clyde Engineering）訂购了38部GT42CU AC。 這批車在瑪麗伯勒工厂建造。 被編為4000型，於1999年10月開始交車，于2000年5月开始入役，2003年3月又订购了11輛，于2004/05年度开始服役。  它们主要用于黑水（Blackwater）和莫拉（Moura）煤炭路線，以及伊萨山（Mount Isa）和汤斯维尔（Townsville）之间的磷酸盐列车。後來這些車於2010年7月由昆士兰铁路货运业务轉移給QR National。  
2004年2月， 太平洋國家鐵路（Pacific National）订购了13部GT42CU AC，定为PN型，于2005年开始服役於布里斯班和凯恩斯之间的北海岸线上的貨運聯運服務。     

## GT42CU ACe
GT42CU ACe是由唐納軌道瑪利伯勒廠在2007年至2013年之间，由易安迪授權制造的柴電機車，用于昆士兰州 ， 南澳大利亚州和西澳大利亚州的窄轨铁路。本型車是GT42CU AC的後繼車型，配备了新的電腦系統與牽引馬達。 機車總重120噸，使用EMD 710G3B-ES2 V12柴油引擎，出力2,460 kW (3,300 hp)，極速100 km/h (62 mph)，牽引馬達採用易安迪A2916-8。

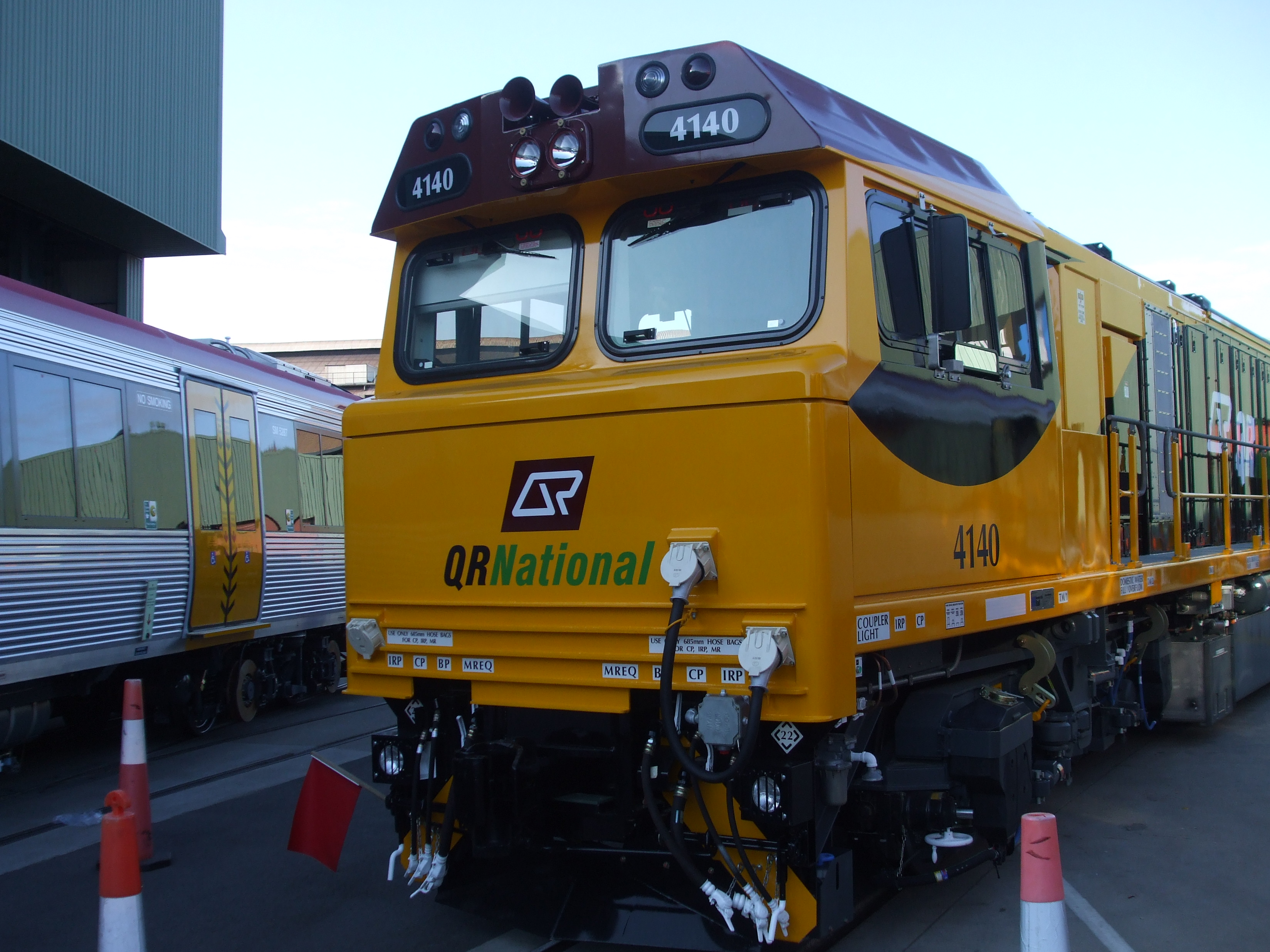
Aurizon的4140車在唐納軌道的瑪利伯勒廠，2010年9月

### 歷史
在2006年，昆士蘭鐵路訂購了15輛後又加購75輛，被指定為4100型的機車。昆士蘭鐵路於2006年6月收購澳大利亞鐵路集團之後，有19輛被轉移到西澳大利亞州並重定為ACN型，但保留了其原始編號。本型車於昆士蘭主要用於黑水（Blackwater）、莫拉紐蘭茲（Moura Newlands） 煤礦路線，以及伊萨山（Mount Isa）和汤斯维尔（Townsville）之间的磷酸盐列车。於西澳大利亞州主要用來牽引鐵礦石列車。2010年7月，這些車輛都由昆士蘭鐵路貨運業務轉讓給QR National。
Pacific National訂購了13輛用於黑水軌道系統，後來增購到總共46輛，定為83型。
2012年7月，澳大利亞Genesee＆Wyoming公司訂購了5輛用於南澳州的鐵礦鐵路，定為GWN型。
另外依據可能訂單建造了6輛，後來在唐納軌道的機車業務出售給Progress Rail Services時一併出售，於2018年4月與5月投入Pacific National的使用。
|                             | 型號 | 輛數 | 車号                             | 年分      | 附註                                            |
| Aurizon                     | 4100 | 54   | 4101-4140、4153-4167             | 2007-2011 | 在昆士兰州使用                                  |
| Aurizon                     | ACN  | 21   | ACN4141-ACN4152，ACN4168-ACN4175 | 2011-2012 | 在西澳大利亚州使用                              |
| Pacific National            | 83   | 52   | 8301-8352                        | 2008-2013 | 8347-8352于2013年依照可能訂單製造，于2018年入役 |
| Genesee＆ Wyoming Australia | GWN  | 5    | GWN001-GWN005                    | 2012年    |                                                 |